# Diocesi di Modra
La diocesi di Modra (in latino Dioecesis Modrena) è una sede soppressa del patriarcato di Costantinopoli e una sede titolare della Chiesa cattolica.

## Storia
Modra, identificabile con Inegöl nell'odierna Turchia, è un'antica sede vescovile della provincia romana di Bitinia nella diocesi civile del Ponto. Faceva parte del patriarcato di Costantinopoli ed era suffraganea dell'arcidiocesi di Nicea.
La sede compare nell'opera Oriens Christianus del Le Quien come ecclesia Modrenae sive Melae: quattro dei cinque vescovi di questa sede sono conosciuti come episcopi Melae.
Dal XIX secolo Modra è annoverata tra le sedi vescovili titolari della Chiesa cattolica; la sede è vacante dal 9 dicembre 1968.

## Cronotassi dei vescovi titolari
- John Stephen Michaud † (4 maggio 1892 - 3 novembre 1899 succeduto vescovo di Burlington)
- Vilém Blazek † (6 dicembre 1906 - 5 marzo 1912 deceduto)
- Jules-Etienne Gazaniol † (22 maggio 1913 - 18 maggio 1917 deceduto)
- Hyacinthe-Jean Chassagnon † (28 giugno 1917 - 19 giugno 1922 nominato vescovo di Autun)
- Esteban Rojas Tovar † (21 luglio 1922 - 28 luglio 1933 deceduto)
- James Hugh Ryan † (15 agosto 1933 - 3 agosto 1935 nominato vescovo di Omaha)
- Jan Kanty Lorek, C.M. † (26 aprile 1936 - 12 marzo 1946 nominato vescovo di Sandomierz)
- Manoel Könner, S.V.D. † (13 dicembre 1947 - 9 dicembre 1968 deceduto)